# Texas School Book Depository
Texas School Book Depository – siedmiokondygnacyjny budynek z widokiem na Dealey Plaza w Dallas w Teksasie, który był punktem obserwacyjnym Lee Harveya Oswalda podczas zamachu na prezydenta Stanów Zjednoczonych Johna F. Kennedy’ego 22 listopada 1963 roku. Komisja Warrena, która badała sprawę zamachu, stwierdziła, że Oswald, pracownik składnicy książek, strzelał i śmiertelnie zranił prezydenta Kennedy’ego z okna na szóstym piętrze w południowo-wschodnim narożniku budynku.

## Opis
Texas School Book Depository został pierwotnie zbudowany w 1901 roku na fundamencie pięciokondygnacyjnej konstrukcji z 1898 roku, która spłonęła po uderzeniu pioruna. W latach 1901–1963 budynek służył najpierw jako magazyn pługów i innego sprzętu rolniczego, a następnie mieściła się w nim hurtownia spożywcza. W 1963 roku budynek został wydzierżawiony firmie Texas School Book Depository Company i służył jako centrum dystrybucji podręczników szkolnych z regionalnymi biurami wydawców edukacyjnych.
Po zamachu budynek był wynajmowany firmie do 1970 roku. Następnie, po wielu dyskusjach społecznych, hrabstwo Dallas nabyło budynek i podjęło duży projekt renowacji, ukończony w 1981 roku. Zewnętrzna część Texas School Book Depository została przywrócona do wyglądu z 1901 roku, a pierwsze pięć kondygnacji służyło do funkcji administracyjnych i rządowych. W tym czasie dwa najwyższe piętra, w tym osławione szóste, z którego strzelał Oswald, pozostały puste. 20 lutego 1989 roku w Dniu Prezydentów otwarto The Sixth Floor Museum at Dealey Plaza, które przybliża odwiedzającym je gościom okoliczności zamachu.

## Galeria

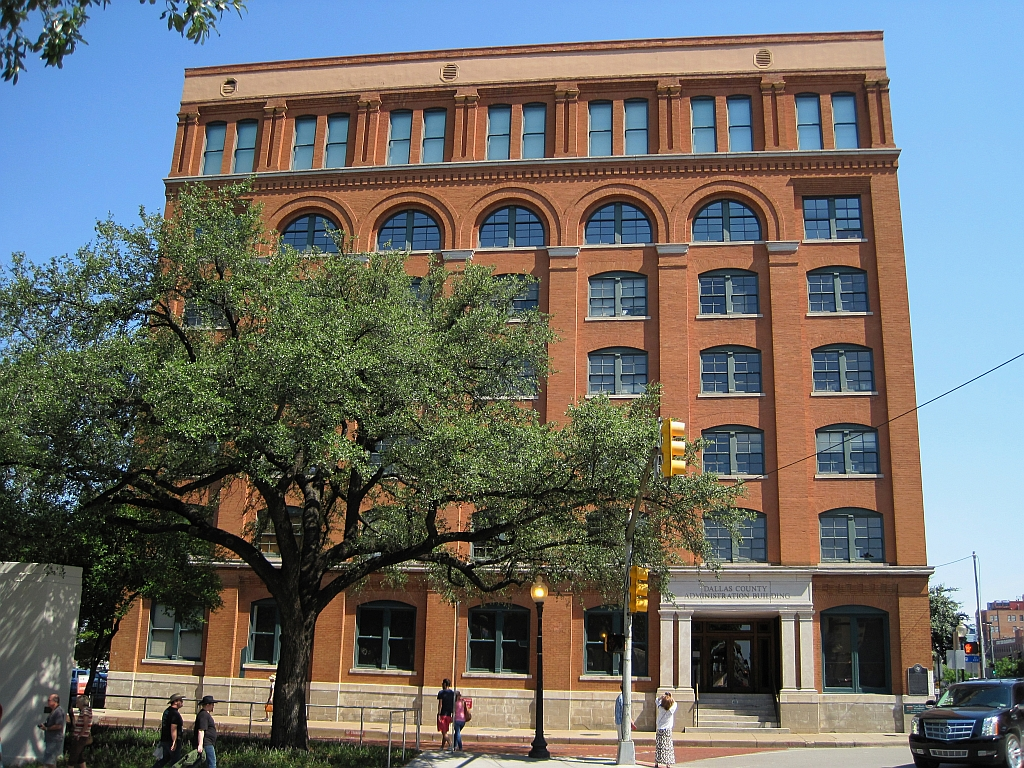
Budynek Texas School Book Depository
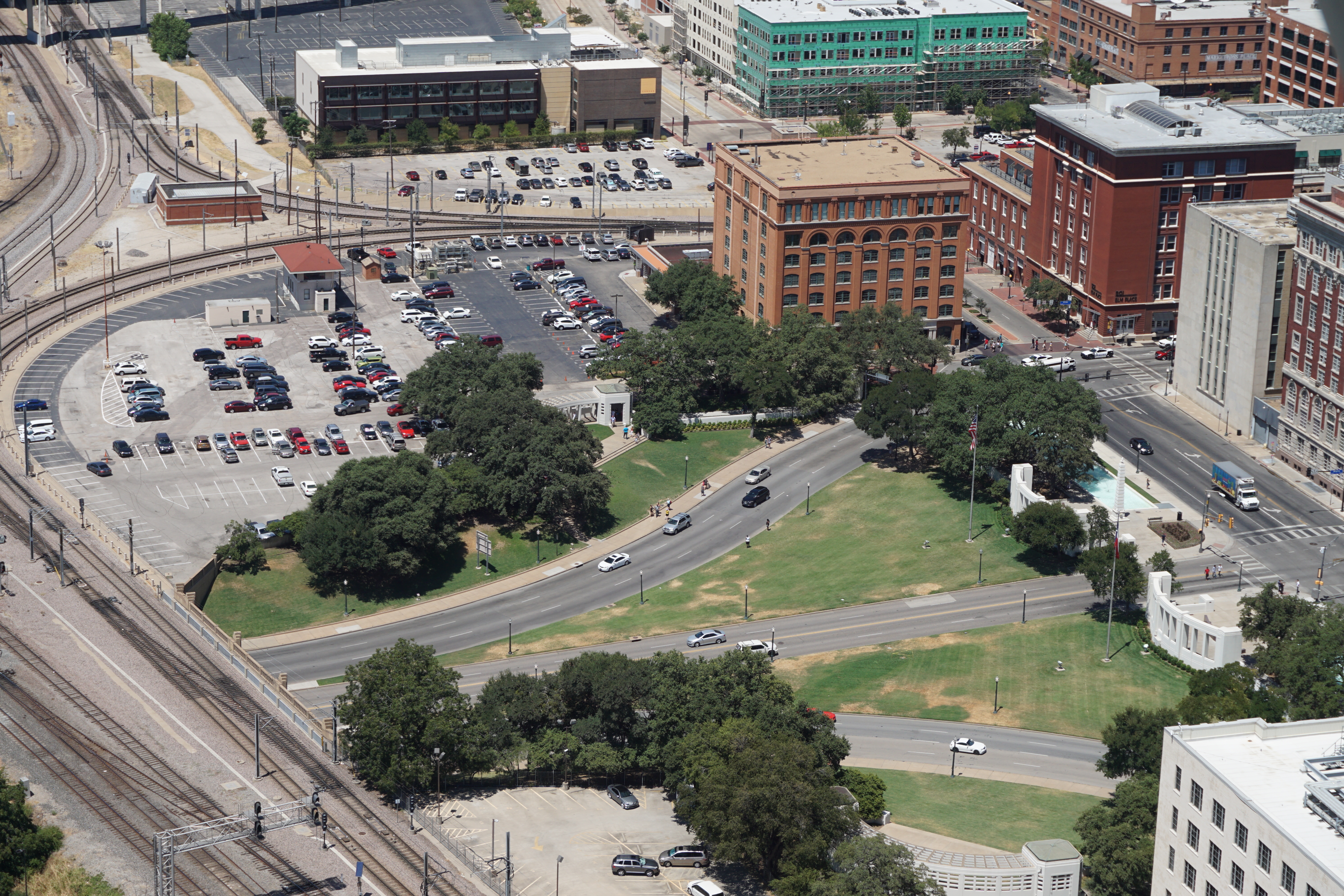
Dealey Plaza z budynkiem Texas School Book Depository
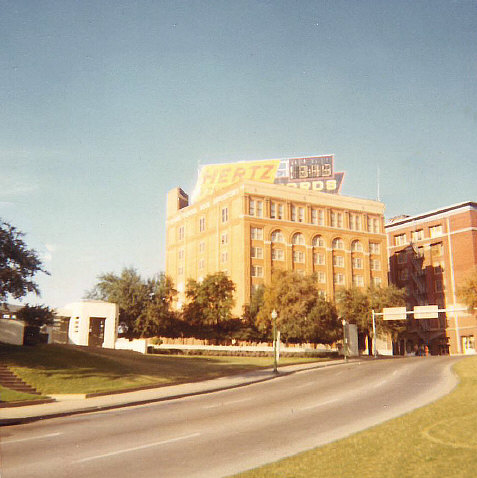
Dealey Plaza i TSBD w 1969 roku
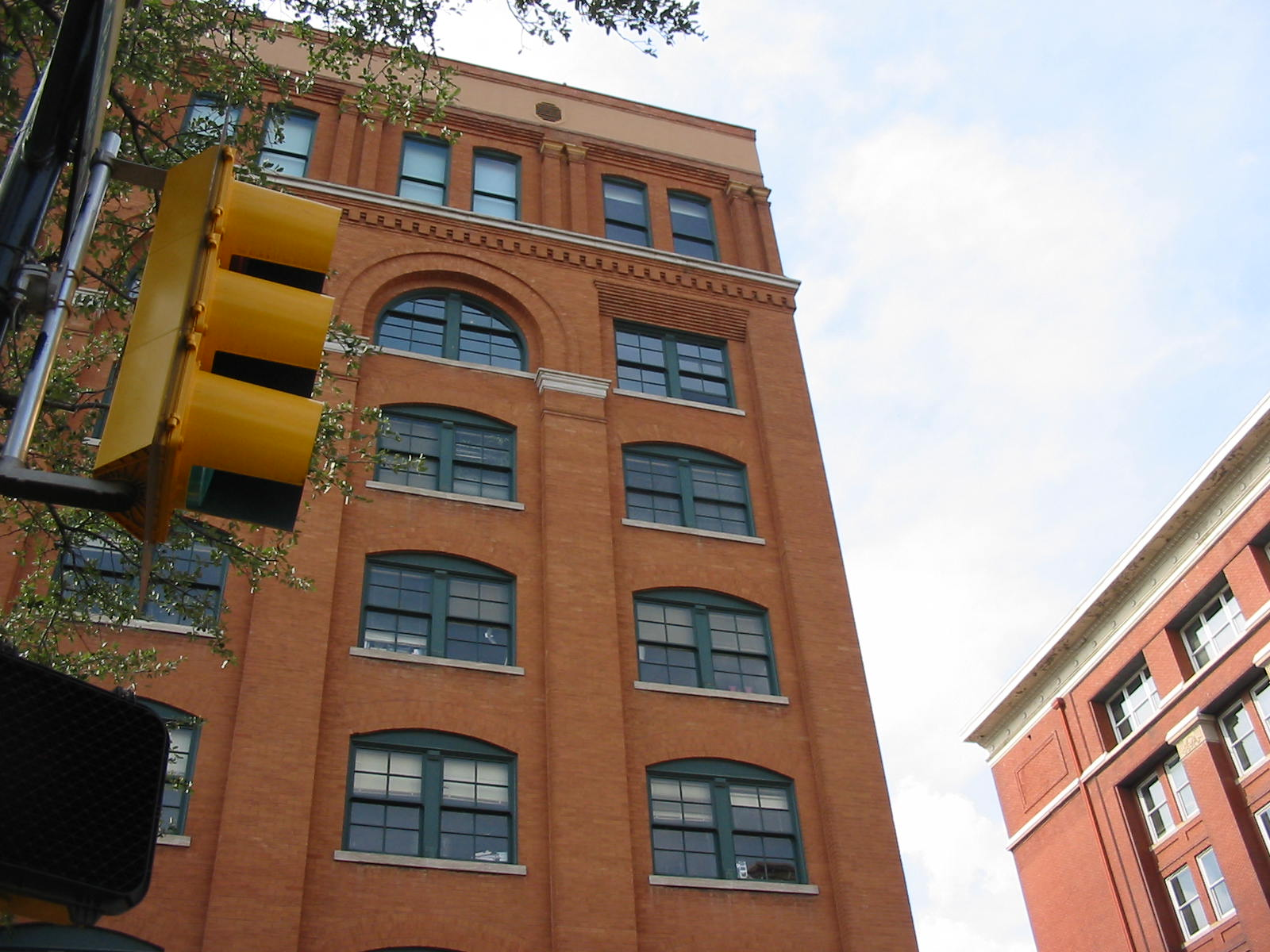
„Gniazdo snajpera” na szóstym[a] piętrze TSBD
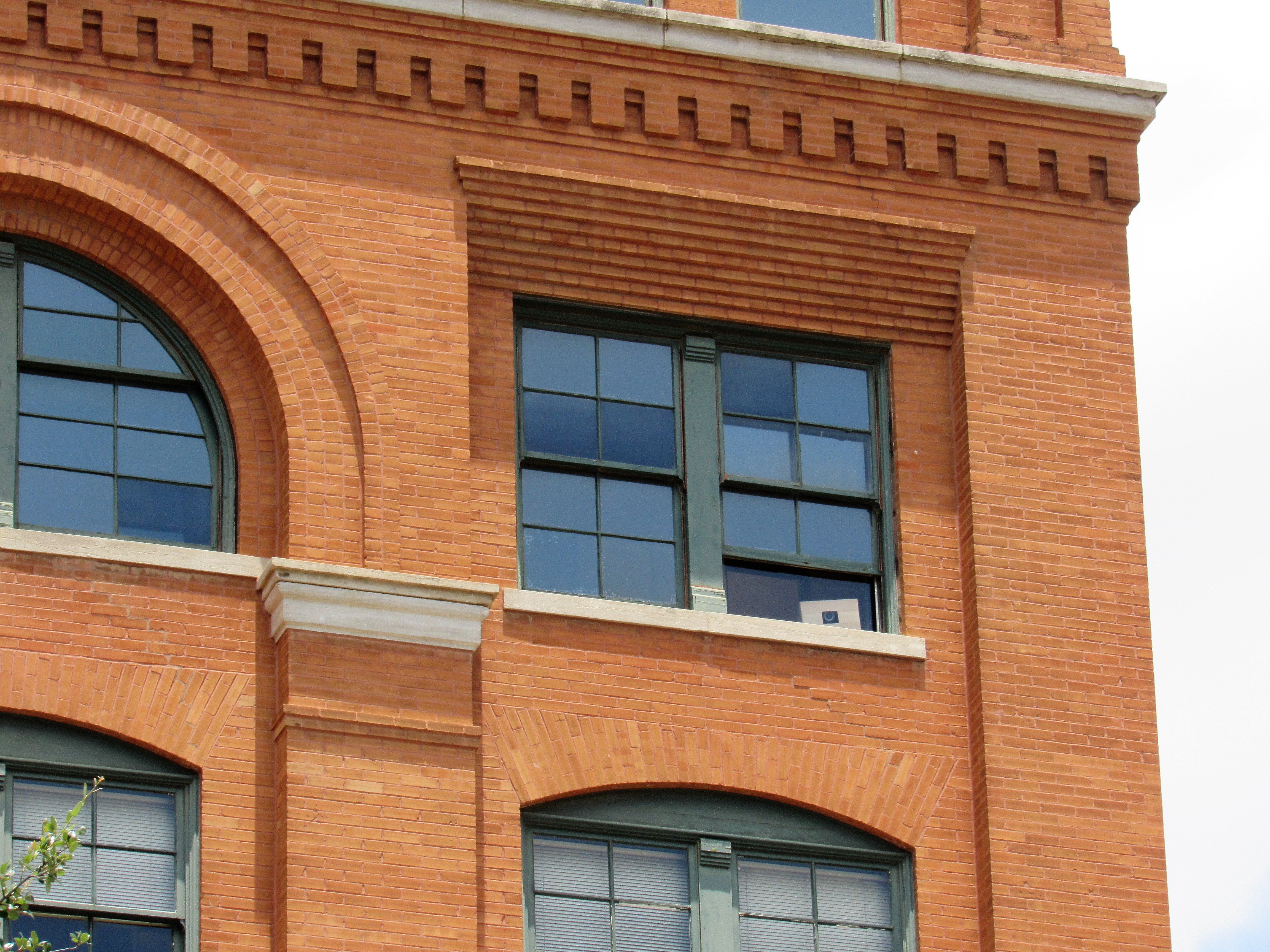
„Gniazdo snajpera” z bliska
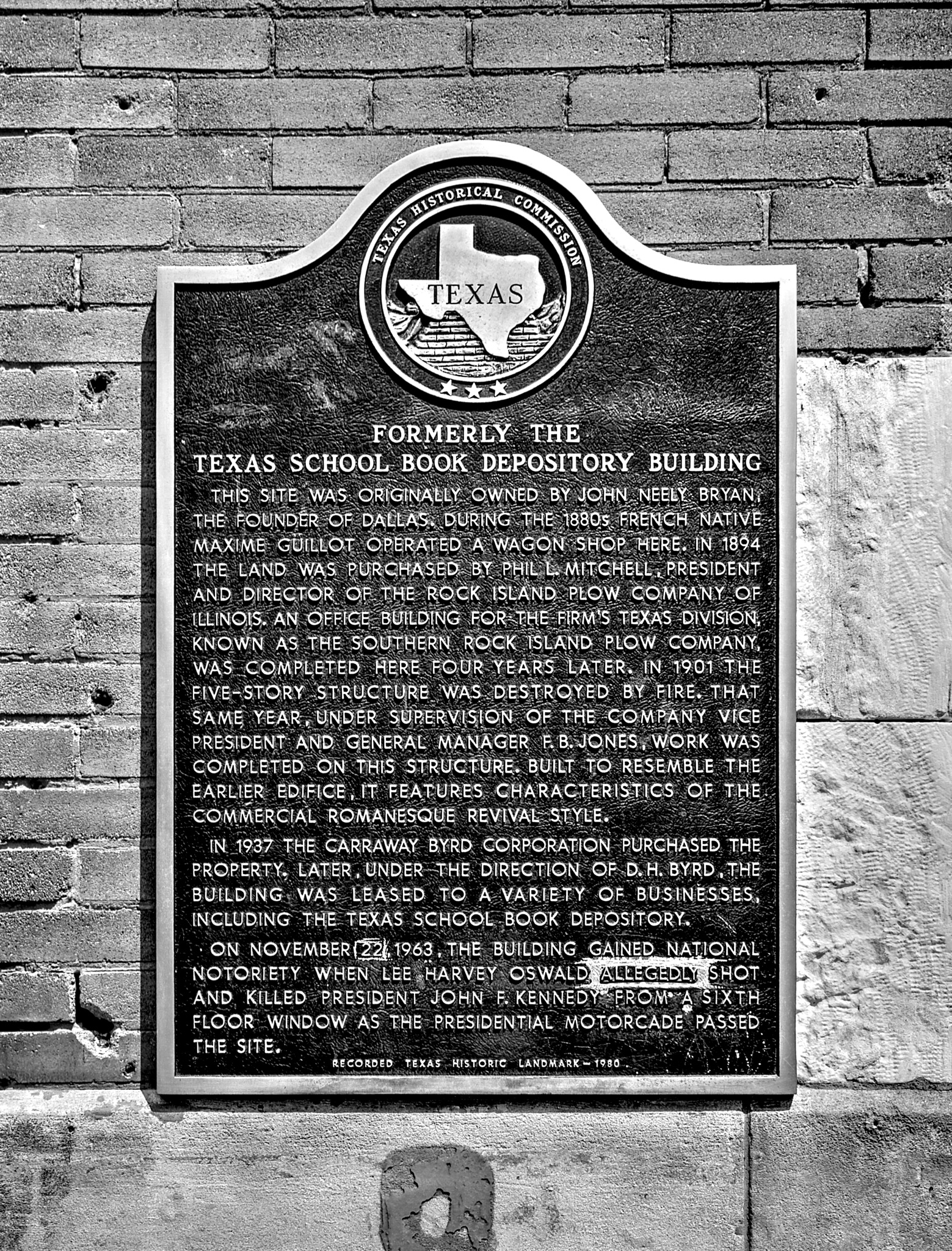
Tablica informacyjna na TSBD
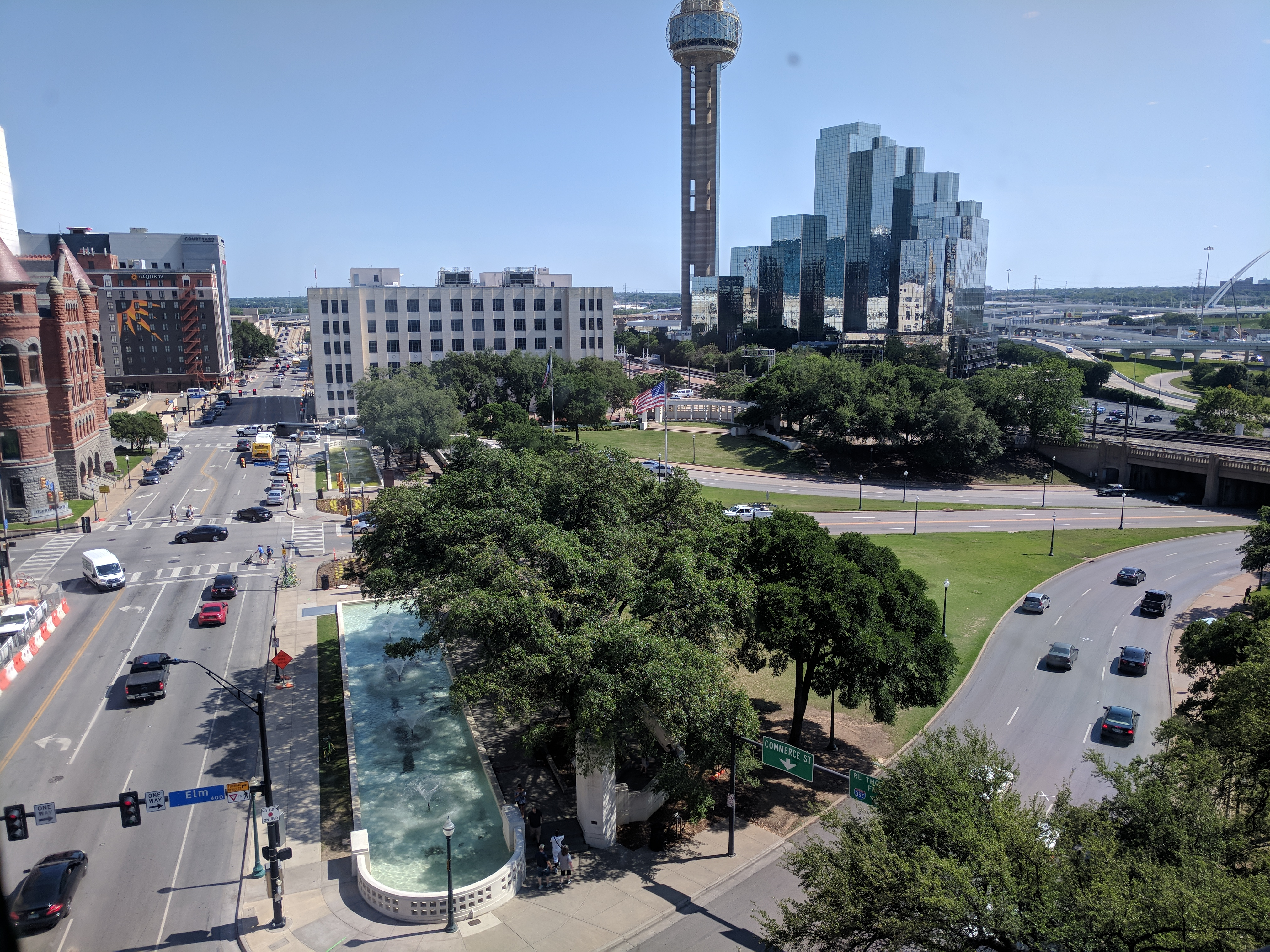
Widok z ostatniego (siódmego[a]) piętra TSBD na Dealey Plaza w 2018 roku
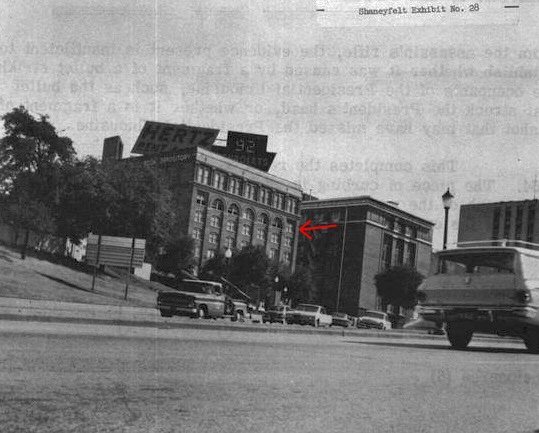
Okno na szóstym[a] piętrze TSBD zaznaczone strzałką
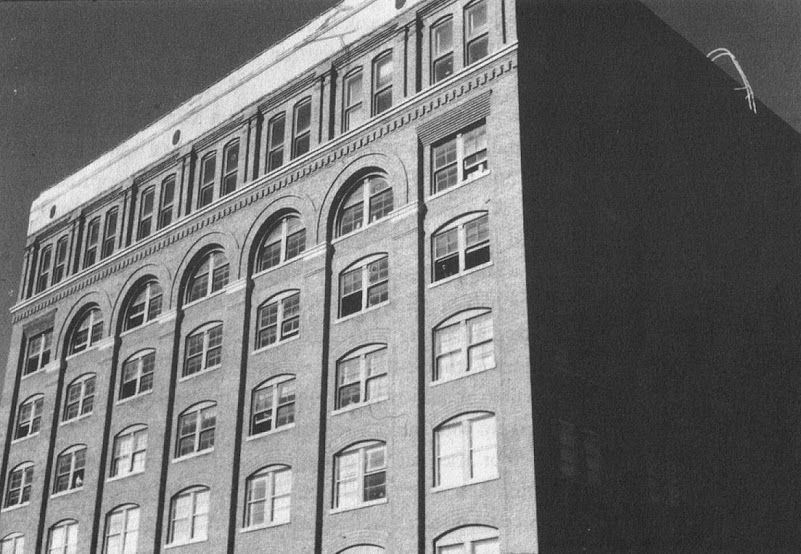
Zdjęcie TSBD kilka sekund po zamachu
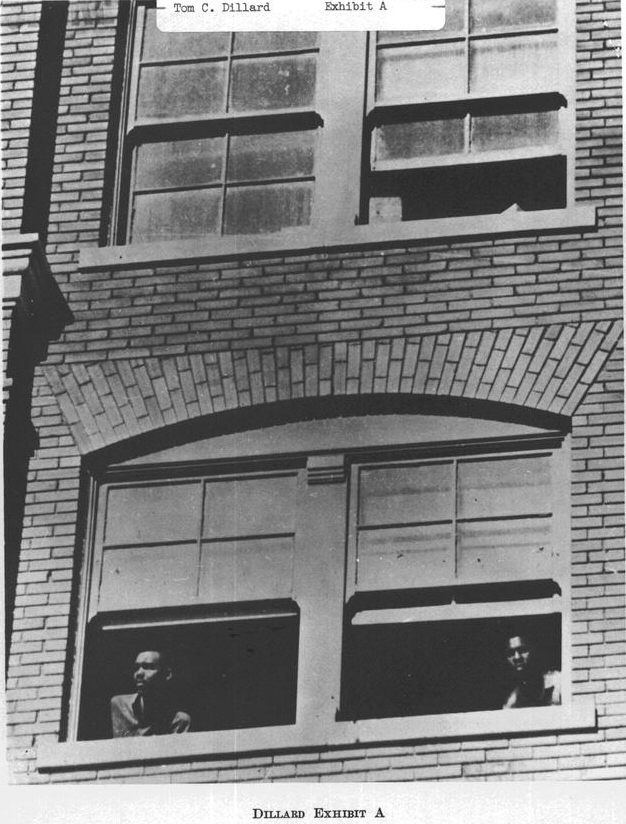
Fragment zdjęcia Toma Dillarda przedstawiający 5. i 6.[a] piętro TSBD w ciągu kilku minut od zamachu
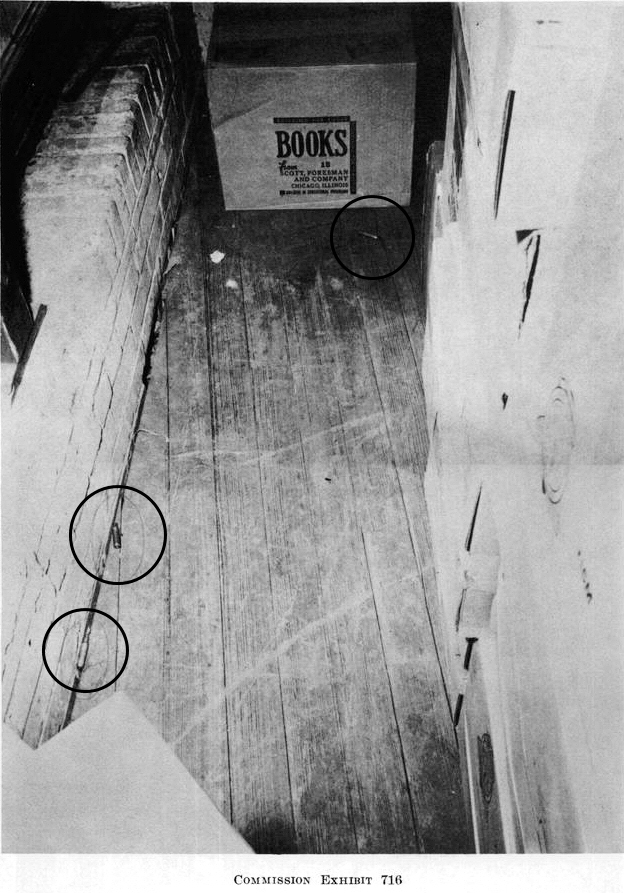
Zdjęcje łusek po nabojach znalezionych na 6.[a] piętrze TSBD (zdjęcie z raportu Komisji Warrena)
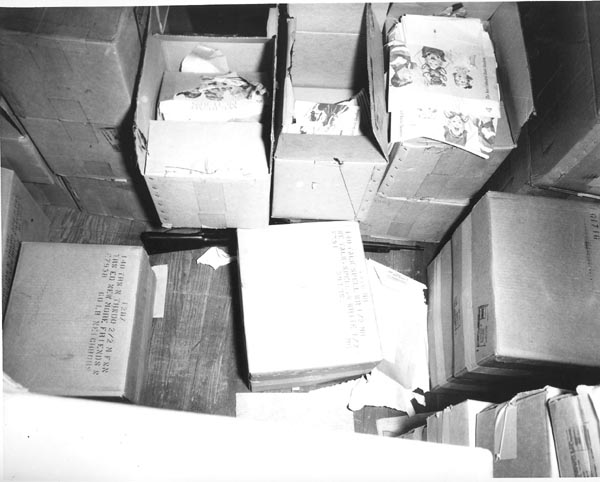
Karabin znaleziony na 6.[a] piętrze TSBD (zdjęcie z raportu Komisji Warrena)
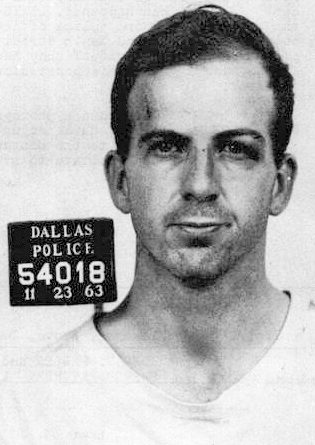
Lee Harvey Oswald